# Turanostyphrus
Turanostyphrus är ett släkte av skalbaggar. Turanostyphrus ingår i familjen stumpbaggar.
Kladogram enligt Catalogue of Life:
| Turanostyphrus | \| \| Turanostyphrus ignoratus \| \| \| \| \| \| Turanostyphrus kizilkumis \| \| \| \| |
|                | \| \| Turanostyphrus ignoratus \| \| \| \| \| \| Turanostyphrus kizilkumis \| \| \| \| |
|                | Turanostyphrus ignoratus                                                               |
|                |                                                                                        |
|                | Turanostyphrus kizilkumis                                                              |
|                |                                                                                        |